# USS Meade (DD-602)
DD 602 Meade (Корабль соединённых штатов Мид) — американский эсминец типа Benson.
Заложен на ферфи Bethlehem Steel, Staten Is 25 марта 1941 года. Спущен 15 февраля 1942 года, вступил в строй 22 июня 1942 года.
Выведен в резерв 17 июня 1946 года. Из ВМС США исключён 1 января 1971 года.
18 февраля 1973 года потоплен как цель близ побережья Флориды.